# Benjamín Galindo
Benjamín Galindo Marentes (ur. 11 grudnia 1960 w Tierra Blanca) – meksykański piłkarz występujący na pozycji pomocnika, obecnie trener.
Swoją karierę rozpoczął w Tampico Madero, jednak największą sławę zdobył dzięki występom w C.D. Guadalajara. Inne kluby, w których grał, to Santos Laguna, Cruz Azul i Pachuca. Jest rekordzistą pod względem występów w meksykańskiej Primera División – przez 22 lata wystąpił w 697 meczach ligowych. Specjalizował się w wykonywaniu rzutów wolnych i karnych.
Pierwszy profesjonalny mecz rozegrał 30 września 1979 roku. Został mistrzem Meksyku z Guadalajarą w sezonie 1986/87. Triumf ten powtórzył w 1996 roku z Santos Laguną, w 1997 z Cruz Azul i w 1999 z Pachucą.
Z reprezentacją Meksyku uczestniczył w Mistrzostwach Świata 1994 i eliminacjach do Mundialu 1998.
Po zakończeniu kariery pracował w Guadalajarze, Santos Lagunie i Cruz Azul. 18 października 2010 zastąpił José Luisa Matę na stanowisku pierwszego trenera Atlasu, natomiast 8 września 2011 po raz drugi w karierze został szkoleniowcem Santos Laguny, z którą w sezonie Clausura 2012 zdobył mistrzostwo Meksyku. 3 stycznia 2013 powrócił do Chivas de Guadalajara.